# 板津德次
板津 德次（いたづ のりつぐ、1950年（昭和25年）12月11日 - ）は、日本の政治家。保護司。勲等は旭日小綬章。前富加町町長（富加町議会議員・議長、岐阜県町村会副会長、PTA会長も歴任した。
2024年5月21日告示の富加町長選に4選を目指して立候補を表明していたが、健康上の理由で立候補を断念し、引退した。

## 略歴
- 1973年（昭和48年）3月 東京農業大学農学部卒業
- 1991年（平成3年）4月～2012年（平成24年）4月 富加町議会議員（当選6回）
- 2001年（平成13年）5月～2003年（平成15年）4月 富加町議会議長
- 2012年（平成24年）6月～2024年（令和6年）6月　富加町長（3期）
- 2017年（平成29年）6月～2019年（令和元年）5月 加茂郡町村会長
- 2019年（令和元年）6月～現在 岐阜県町村会副会長
- 1995年（平成7年）4月～1996年（平成8年）3月 富加町立富加小学校PTA会長
- 1998年（平成10年）4月～1999年（平成11年）3月 美濃加茂市富加町中学校組合立双葉中学校PTA会長
- 2009年（平成21年）11月～2017年（平成29年）10月 保護司[2]。
- 2025年（令和7年）春の叙勲で旭日小綬章を受章[3]。

## 人物
- 基本理念としている「活力ある持続的に自立した自治体をめざす」を念頭に地方中心で歴史の町「オール富加」を行っている[4]。
- 歴史ある町の見直し活性化や新型コロナウイルス感染症対策を行いつつ、自ら役場放送を行った[5]。
- 板津氏は白江氏の分家一族である[6][7][8]。